# St. Clair Soleyne
St. Clair Soleyne, född 26 september 1967, är en antiguansk och barbudansk friidrottare. Han deltog vid olympiska sommarspelen 1988.